# Tiburon Challenger 2010
Il Tiburon Challenger 2010, noto anche come Royal Bank of Scotland Challenger, è un torneo professionistico di tennis maschile giocato sul cemento, che faceva parte dell'ATP Challenger Tour 2010. Si è giocato a Tiburon negli USA dal 12 al 17 ottobre 2010.

## Partecipanti

### Teste di serie
| Nazionalità | Giocatore          | Ranking* | Testa di serie |
| ----------- | ------------------ | -------- | -------------- |
| Germania    | Tobias Kamke       | 88       | 1              |
| Stati Uniti | Donald Young       | 108      | 2              |
| Germania    | Julian Reister     | 112      | 3              |
| Stati Uniti | Ryan Sweeting      | 114      | 4              |
| Stati Uniti | Robert Kendrick    | 151      | 5              |
| Australia   | Carsten Ball       | 153      | 6              |
| Sudafrica   | Izak van der Merwe | 155      | 7              |
| Australia   | Marinko Matosevic  | 169      | 8              |

- Ranking al 4 ottobre 2010.

### Altri partecipanti
Giocatori che hanno ricevuto una wild card:
- Bradley Klahn
- Daniel Kosakowski
- Raymond Sarmiento
- Blake Strode
- Giovanni Lapentti (special entrant)
- Ryler DeHeart (alternate)

Giocatori passati dalle qualificazioni:
- Jamie Baker
- Pierre-Ludovic Duclos
- Kiryl Harbatsiuk
- Frederik Nielsen
- Jesse Witten (Lucky loser)

## Campioni

### Singolare
Tobias Kamke ha battuto in finale  Ryan Harrison con il punteggio di 6–1, 6–1.

### Doppio
Robert Kendrick /  Travis Rettenmaier hanno battuto in finale  Ryler DeHeart /  Pierre-Ludovic Duclos con il punteggio di 6–1, 6–4.